# Place du Général-de-Gaulle (Fontainebleau)
Pour les articles homonymes, voir Odonyme se référant au Général de Gaulle, Place du Maréchal-Pétain et Place des Victoires.
La place du Général-de-Gaulle est une voie située à Fontainebleau, en France. Elle compte à ses abords l’entrée principale du château, mais également plusieurs bâtiments historiques de la ville. Au départ carrefour du Grand-Ferrare, elle devient notamment la place Solférino et est rebaptisée « du Maréchal-Pétain » au cours de la parenthèse de l’Occupation.

## Situation et accès
La place est située au sud-ouest du centre-ville de Fontainebleau et est adjacente au château. Elle se connencte au boulevard Magenta et à la rue Saint-Louis (au sud), à la rue Royale (au nord-ouest), à la rue de Ferrare (au nord) et à la rue Denecourt (au nord-est). Plus largement, elle se trouve dans le département de Seine-et-Marne, en région Île-de-France.

## Odonymie
Cet espace irrégulier devant la porte des Champs du château est d’abord désigné par carrefour du Grand-Ferrare, ou simplement du Ferrare. Elle adopte un temps le nom de place des Victoires, avant de devenir la place Solférino, en référence à la bataille de 1859, durant la campagne d’Italie.
Sous l’occupation de la France par l'Allemagne pendant la Seconde Guerre mondiale, le maire Jacques-Louis Dumesnil propose, lors de la séance du 27 mars 1941 du conseil municipal, l’« attribution du nom de M. le Maréchal Pétain à l’une des belles artères de notre ville » en le présentant ainsi :

« Nous avons tout à l’heure, en Commission générale, décidé à l’unanimité de donner le nom de M. le Maréchal Pétain à l’une des artères les plus importantes de notre ville. Différentes suggestions ont été examinées : d’abord, celle qui aurait consisté à choisir la rue Grande. Cette idée a été écartée en raison des répercussions qui auraient pu en résulter pour un très grand nombre d’habitants et principalement de commerçants qui auraient été obligés de changer leur adresse, inscription au Registre du commerce, etc., etc.
Ensuite, une proposition dont j’avais eu préalablement connaissance par la presse et qui m’a été transmise ensuite par la lettre de M. le Maire d’Avon, envisageant un accord possible entre nos deux villes pour donner le nom de M. le Maréchal Pétain aux deux avenues situées l’une sur Avon : l’avenue de Fontainebleau, l’autre sur Fontainebleau : le boulevard Gambetta. Cette proposition n’a pas retenu votre décision pour la raison principale que vous avez considéré, à l’unanimité, qu’il en résulterait certainement des erreurs, notamment en raison de la continuité de l’avenue, sans distinction apparente entre les deux communes, d’où erreurs postales, comme cela se produisait du temps où cette avenue s’appelait avenue du Chemin-de-Fer. En outre, le double numérotage aurait provoqué beaucoup de confusions.
Vous avez bien voulu ensuite retenir ma proposition de choisir l’une des plus belles places, au coœur de la ville et en face du château, en un lieu où ne peuvent manquer de passer les innombrables visiteurs de notre vieille cité historique. Il s’agit de l’actuelle place Solférino. Je vous propose donc de ratifier officiellement l’attribution du nom de M. le Maréchal Pétain à cette place. Ce choix est particulièrement indiqué dans le plus beau cadre d’honneur qui se puisse concevoir. Nous y inscrirons en hommage de gratitude le nom du grand soldat de Verdun, actuellement chef de l’État, qui, pour la seconde fois, assure le redressement et la sauvegarde de la France.
La place du Maréchal-Pétain sera étendue jusqu’à la limite, d’une part, de la rue Saint-Louis et d’autre part, jusqu’à la rue Royale. »

— Jacques-Louis Dumesnil
Le conseil municipal adopte cet hommage à Philippe Pétain à l’unanimité. Pour ne pas faire disparaître la référence à la bataille du Second Empire, le maire, de concert avec la Municipalité, décide que la rue Denecourt longeant la place homonyme et la reliant à celle nouvellement rebaptisée, prenne le nom de rue Solférino, encadrant de fait la présente place « les noms glorieux de Magenta et Solférino » comme le note L'Abeille de Fontainebleau.

## Histoire
Si l’on s’en réfère aux estampes publiées, on constate que le sol de la place est resté longtemps à l’état naturel, avec ses monticules et ses fondrières, réceptacle de détritus et d’immondices de toutes sortes. En 1664, seulement, on se préoccupe de l’aplanir, de l’assainir, et la correspondance du commis des Bâtiments, le sieur Arnoul, avec Colbert, nous apprend que les terres ainsi retirées sont transportées dans le Parterre. 
Au XVIIIe siècle, la place sert aux réjouissances publiques. Sur une estampe, intitulée L’auguste réjouissance de Fontainebleau faite à Locasion du Mariage du Roi et de la Princesse Marie (Louis XV et Marie Leszczynska), on voit des tréteaux dressés pour boire et manger, des tonneaux, des joueurs de violon, de cymbales, de tambourin, des gens qui dansent, le Parlement qui défile, grave, au milieu de la foule ; dans un angle, un feu d’artifice ; au dernier plan, le Roi et la Reine, en haut de l’escalier en Fer-à-Cheval, ainsi que dans un guignol,. Comme légende, Sur l’aire vive le Roy, plusieurs couplets dont le premier est ainsi énoncé :

« Chantons Louis

Qu’on chante dans toute la France

Chantons Louis.

Et la princesse Leczinski

Elle fait toute notre espérance

Ah ! c’est une heureuse alliance

Chantons Louis. »

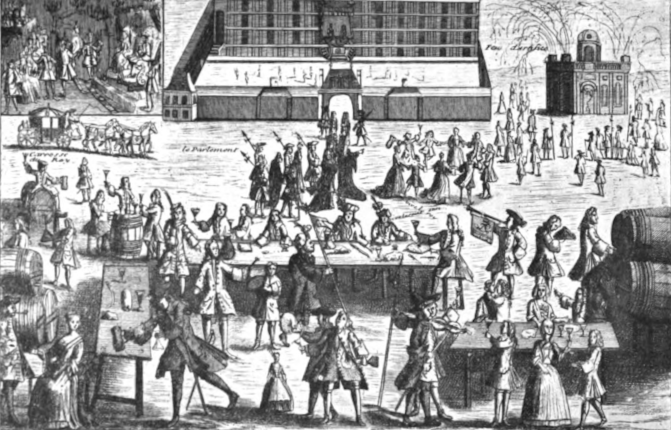
L’auguste réjouissance de Fontainebleau faite à Locasion du Mariage du Roi et de la Princesse Marie, 1725. Gravure populaire, anonyme, issue des collections de Félix Herbet.

Napoléon Ier forme le projet d’agrandir la place, de lui donner une forme demi-circulaire et d’ouvrir devant le château une large avenue qui se serait prolongée jusqu’à la forêt. Ce projet n’est pas réalisé.
En 1899, dans la perspective d’un nettoyage par prévision d’un afflux de visiteurs durant l’Exposition universelle de 1900, L'Abeille de Fontainebleau émet le commentaire suivant : « nous nous permettons de signaler comme urgente la réfection de la place Solférino, dont une partie du macadam est dans un état déplorable. Après les gelées, pluies et dégels de cet hiver, il serait bon de la remettre un peu à neuf. Les eaux pluviales du quartier de cavalerie s’écoulaient autrefois en abondance les jours d’orage sur la place ; nous croyons que le génie militaire a porté remède au mal et que maintenant on n’a plus à craindre semblable mésaventure. Dans ces conditions, le macadam refait durera plus longtemps ». En 1930, le même journal décrit l’endroit comme « très dangereux » pour la circulation : « Les voitures venant de la rue Royale et se dirigeant soit vers la rue Denecourt, soit vers le boulevard Magenta, la traversent en oblique, et les piétons, eux aussi, y circulent sans trop savoir que la voie doit être laissée libre pour les autos ».

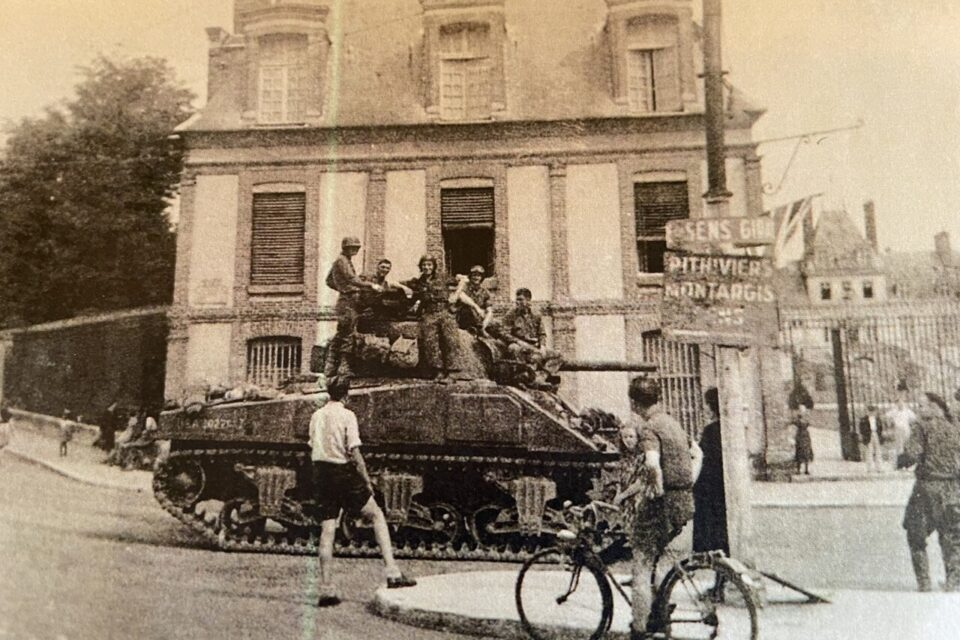
Char sur la place alors dénommée du Maréchal-Pétain, lors de la libération de Fontainebleau, en 1944.

Durant l'occupation de la France par l'Allemagne pendant la Seconde Guerre mondiale, le bâtiment sis 3 rue Royale, sur la place, abrite un bureau de placement sous l'autorité de la Feldkommandatur 680 de Melun.

## Bâtiments remarquables et lieux de mémoire
La place compte incontestablement l’entrée du château. Elle accueille aussi le portail de l’hôtel de Ferrare, classé aux monuments historiques. Plusieurs autres bâtiments inscrits aux monuments historiques la borde : l’hôtel de Londres, l’hôtel de la Surintendance des Bâtiments, l’hôtel de France et d’Angleterre (anciennement de Guise), les immeubles au 3 et 5 de la rue Royale.